# Centro Federal de Educação Tecnológica Celso Suckow da Fonseca

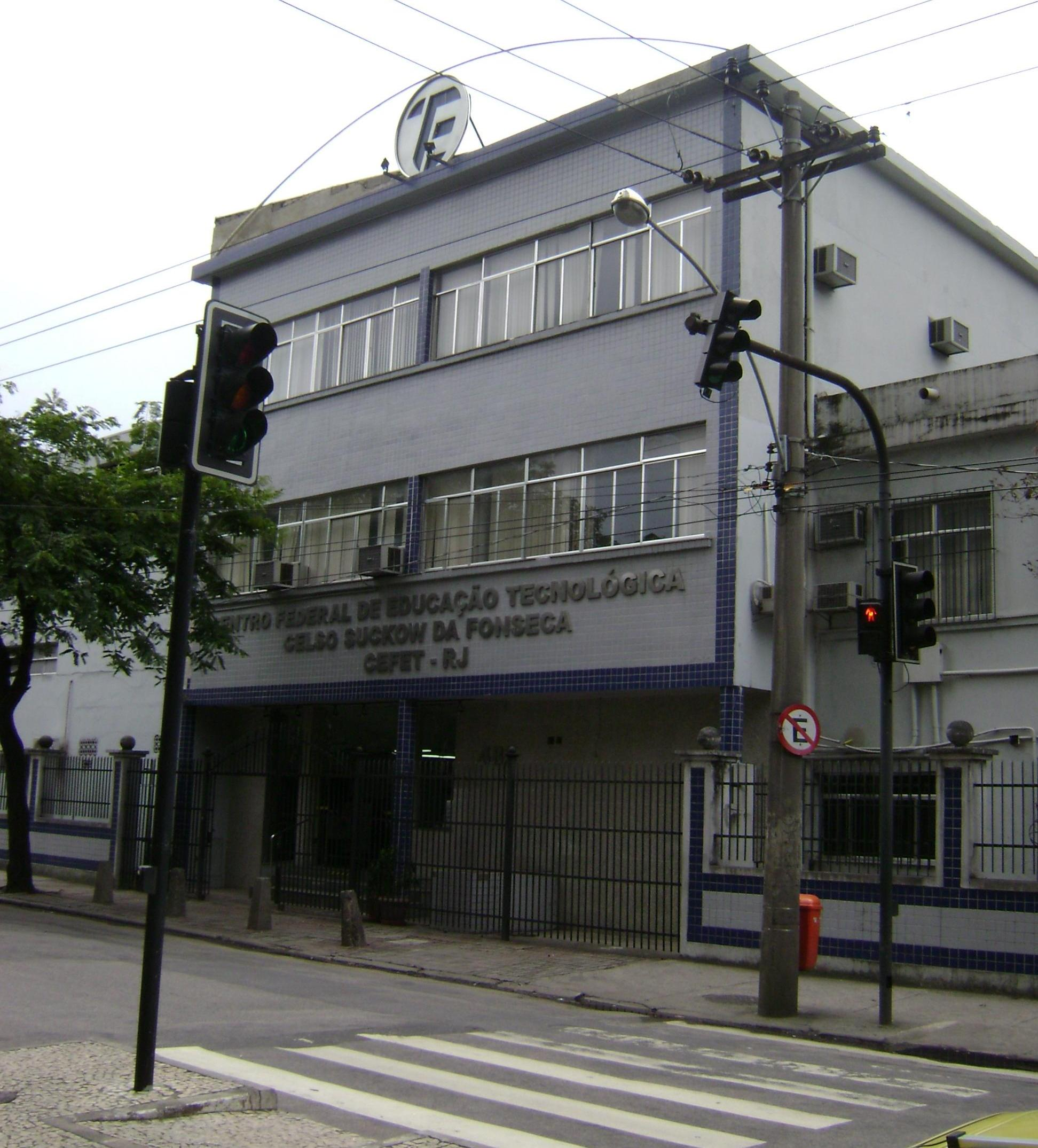
CEFET-RJ Campus I

Das Centro Federal de Educação Tecnológica Celso Suckow da Fonseca (CEFET-RJ, deutsch ‚Bundeszentrum für technische Bildung Celso Suckow da Fonseca‘) ist eine technische Bildungseinrichtung (Polytechnikum) im brasilianischen Bundesstaat Rio de Janeiro.
Das CEFET-RJ bietet Kurse und Ausbildungsprogramme auf verschiedenen Ebenen der sekundären und tertiären Bildung in neun Campus in sieben verschiedenen Städten des Bundesstaates an.
Die Einrichtung untersteht als Schule der Bundesebene dem brasilianischen Ministério da Educação (Bildungsministerium).